# Farmacología inversa

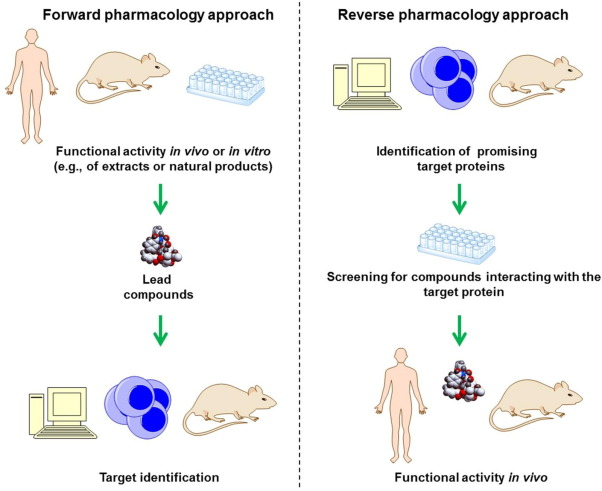
Enfoques de farmacología directa e inversa en el descubrimiento de fármacos

En el campo del descubrimiento de fármacos, farmacología inversa también conocido como descubrimiento de fármacos basado en objetivos (TDD, del inglés target-based drug discovery), formula primero la hipótesis de que la modulación de la actividad de un objetivo proteico específico tendrá Efectos terapéuticos beneficiosos. La selección de bibliotecas químicas de moléculas pequeñas se usa para identificar compuestos que se unen con alta afinidad al objetivo. Los aciertos de estas pantallas se utilizan como puntos de partida para el descubrimiento de medicamentos. Este método se hizo popular después de la secuenciación del genoma humano que permitió la clonación rápida y la síntesis de grandes cantidades de proteínas purificadas. Este método es el más utilizado en el descubrimiento de fármacos en la actualidad. A diferencia de la farmacología clásica (hacia adelante), con el enfoque farmacológico inverso, la eficacia in vivo de los compuestos activos identificados generalmente se realiza en las etapas finales de descubrimiento de fármacos. 